# Max von Gallwitz
Max Karl Wilhelm von Gallwitz (2. maj 1852 – 18. april 1937) var en tysk general fra Breslau (Wroclaw). Han udmærkede sig især under 1. verdenskrig både på Øst- og Vestfronten.
Gallwitz begyndte krigen som øverstbefalende for et armékorps på Vestfronten, men blev næsten med det samme forflyttet mod øst til den 8. armé under Hindenburg. I 1915 fik han kommandoen over armégruppe Gallwitz (12. armé) og deltog i offensiven i Galicien sammen med Mackensen, der da var chef for den 11. armé. Ved slutningen af 1915 afløste han Mackensen som chef for 11. armé, da Mackensen ledte et angreb i Rumænien.
I 1916 flyttedes Gallwitz tilbage til Vestfronten og ledte forsvaret mod de britiske angreb under Slaget ved Somme. Fra 1916 til 1918 var han chef for 5. armé i vest, hvor han især kæmpede mod de amerikanske styrker i Slaget ved Saint-Mihiel.
Fra 1920 til 1924 var han medlem af Rigsdagen som repræsentant af Deutschnationale Volkspartei.